# Chappaqua
Chappaqua ist ein für die Volkszählung amtlich festgelegter Ort (Census-designated place), der im Westchester County, Bundesstaat New York, USA liegt und 1436 Einwohner (2010) hat.

## Geographie
Chappaqua liegt im Süden des Bundesstaates New York, grenzt an das südlich gelegene Valhalla und liegt rund 45 Kilometer nördlich des Zentrums von New York City. Im Westen verläuft der Taconic State Parkway, im Osten die Interstate 684 und mitten durch den Ort verläuft der Saw Mill River Parkway, jeweils in Nord-Süd-Richtung.

## Geschichte
In den 1720er Jahren besiedelten Quäker den von den Indianern sha-pah-ka genannten Ort, was „Land, in dem die Blätter im Wind rauschen“ bedeutet. Die Quäker nannten den Ort Shapiqua, Shapaqua, Shapequa, Shappaqua und schließlich Chappaqua. Er wurde in der Folgezeit, bis heute, ein beliebter Treffpunkt der Quäker. Außerdem entwickelte sich Chappaqua als ruhige und exklusive Wohngegend zur nahen Metropole New York City. So haben sich beispielsweise Hillary und Bill Clinton dort niedergelassen.

## Historische Bauwerke
Die historischen Bauwerke Church of Saint Mary the Virgin and Greeley Grove, Chappaqua Railroad Depot and Depot Plaza und Horace Greeley House sowie der Old Chappaqua Historic District sind im National Register of Historic Places eingetragen.

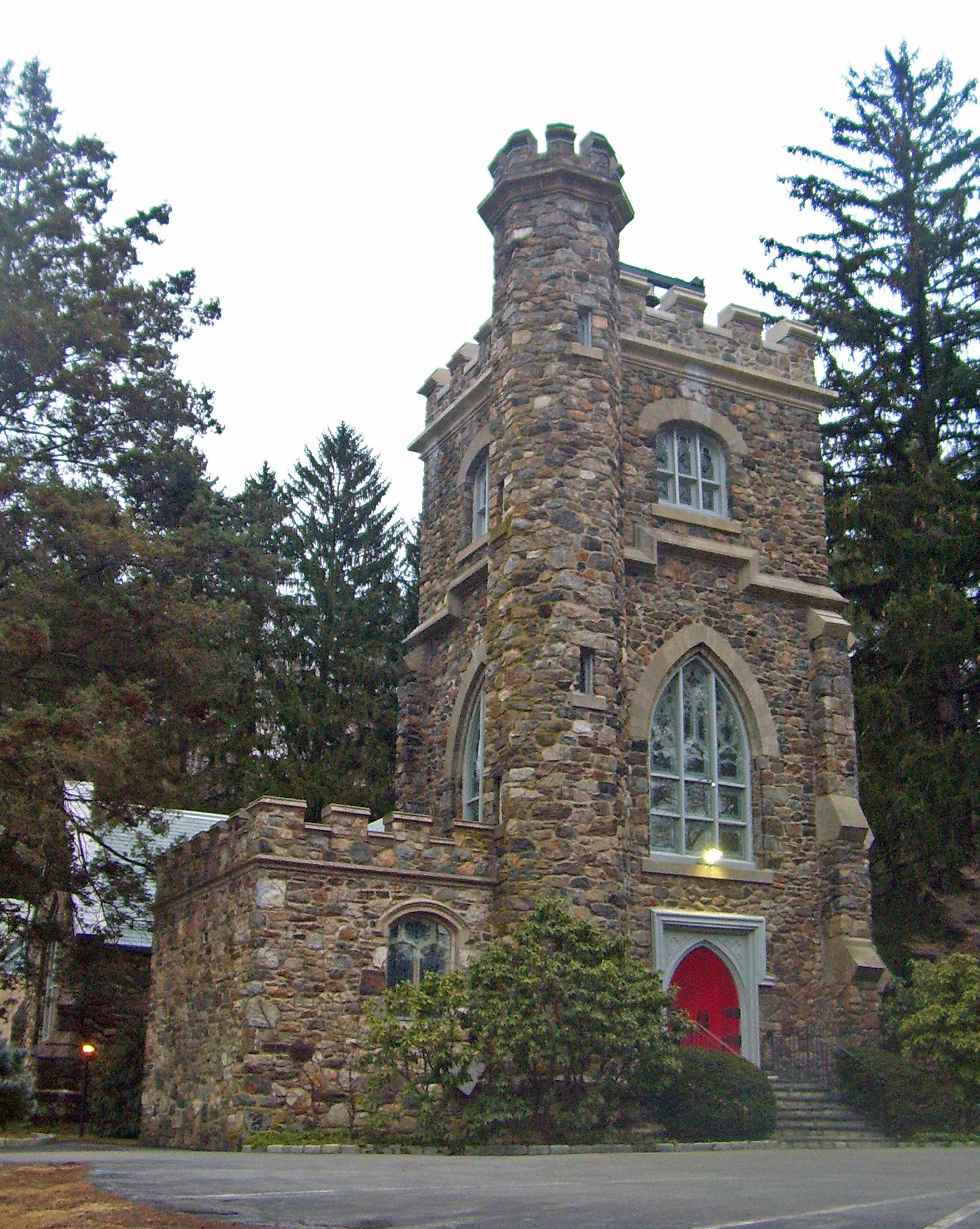
Church of Saint Mary the Virgin and Greeley Grove
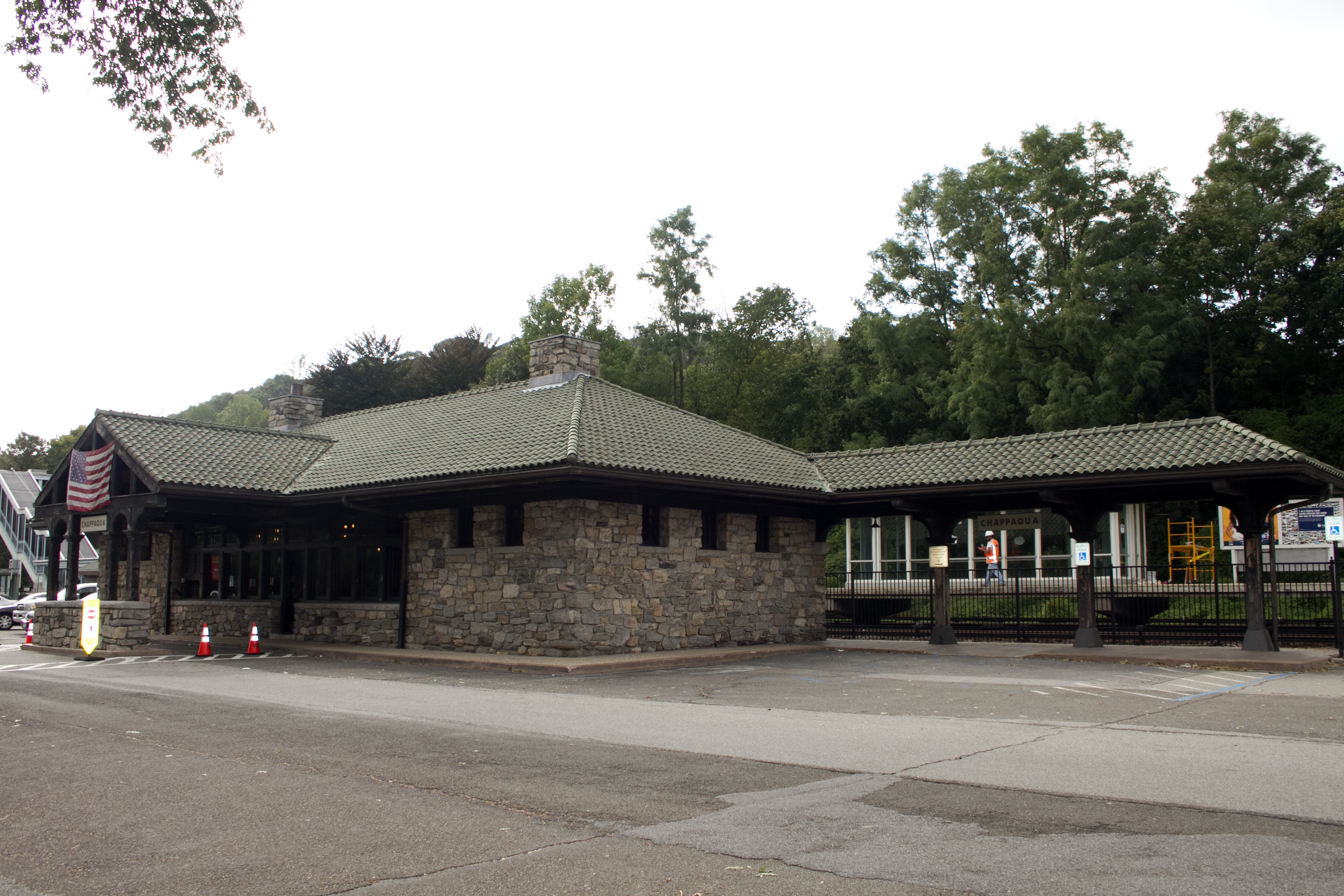
Chappaqua Railroad Depot and Depot Plaza
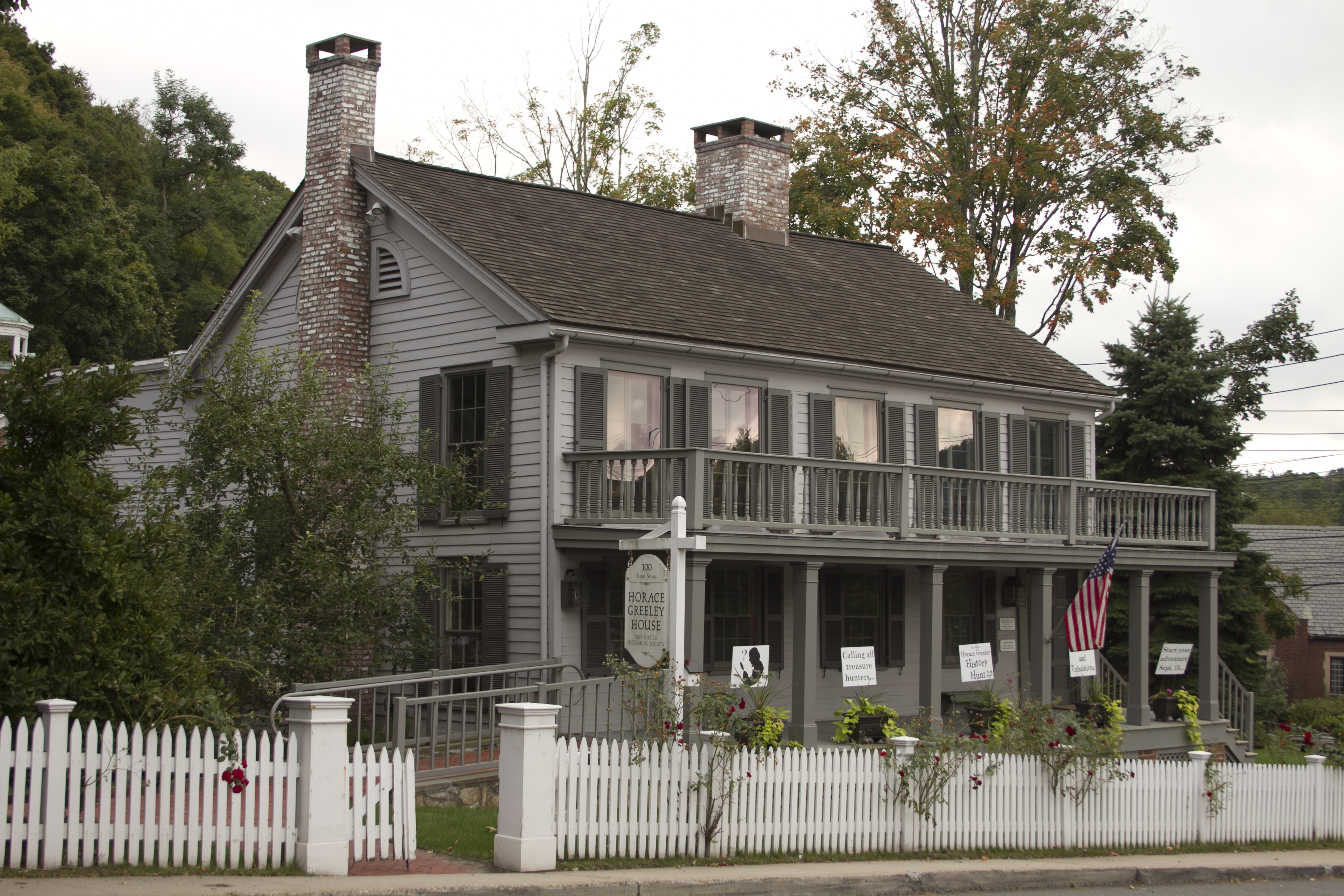
Horace Greeley House
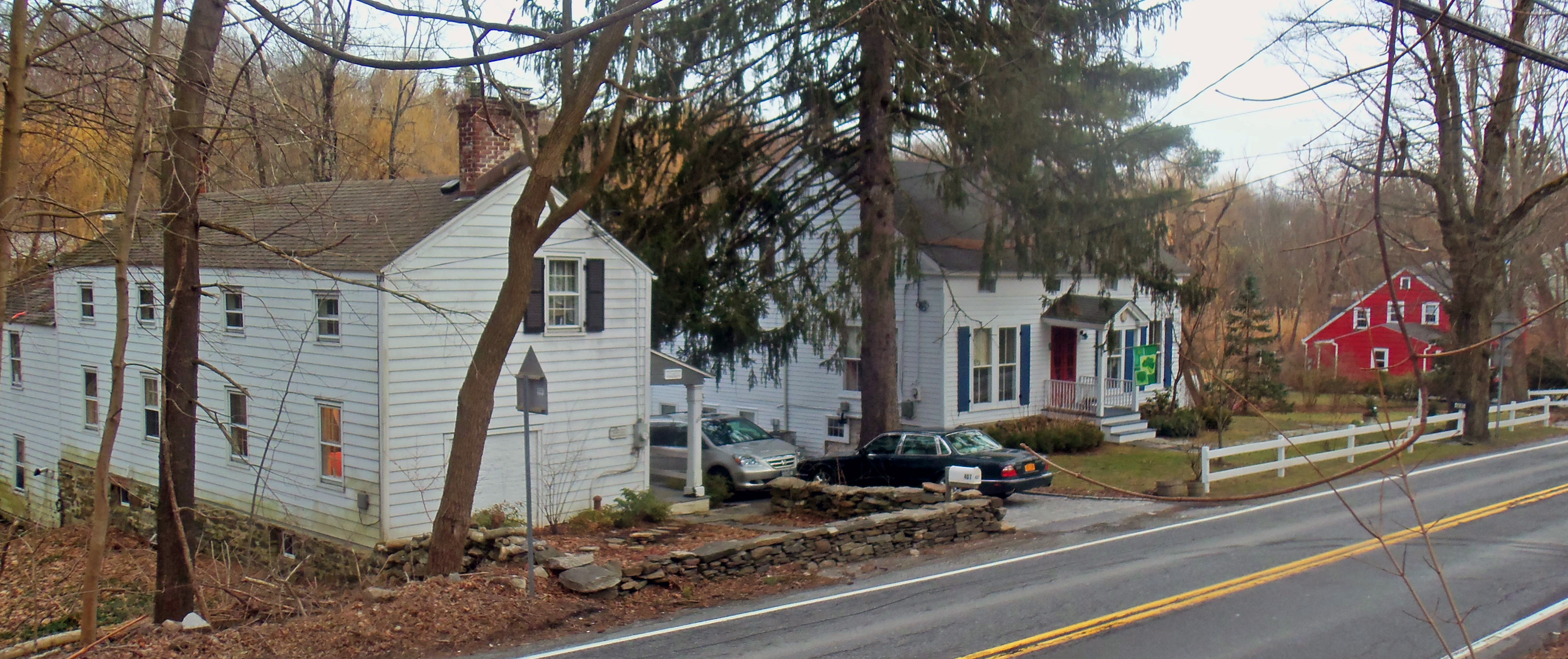
Old Chappaqua Historic District

## Demografische Daten
Im Jahr 2010 wurde eine Einwohnerzahl von 1436 Personen ermittelt. Das Durchschnittsalter lag zu diesem Zeitpunkt mit 44,0 Jahren oberhalb des Wertes des Staates New York, der 40,7 Jahre betrug. 14,0 % der heutigen Bewohner gehen auf Einwanderer aus Italien zurück. Weitere maßgebliche Zuwanderungsgruppen während der Anfänge des Ortes kamen zu 14,3 % aus Irland, zu 13,0 % aus Russland, zu 8,1 % aus England und zu 7,9 % aus Deutschland.

## Söhne und Töchter der Stadt
- Frank Pierson (1925–2012), Drehbuchautor
- Anne Byrne (* 1943), Schauspielerin
- Kevin Wade (* 1954), Drehbuchautor
- Marc Randolph (* 1958), Unternehmer, Co-Gründer von Netflix
- Andy Rubin (* 1963), Programmierer